# أوردو (إسكندرون)
أوردو أو اليردي بلدة في لواء إسكندرون الذي تنازلت عنه فرنسا لتركيا عام 1939. غيرت تركيا اسمها عام 1948 لتصبح يايلاداغي (بالتركية: Yayladağı). تقع البلدة قرب مدينة جسر الشغور في محافظة إدلب ومدينة كسب في محافظة اللاذقية. يبلغ عدد سكان البلدة 6471 شخصًا، بينما يصل عدد سكان منطقة أوردو إلى 22,529 نسمة. يوجد في المنطقة معبر حدودي مع مدينة كسب في محافظة اللاذقية.

## أعلام
- بوراك أوزدمير
- محمد أكسوي